# 陕西省工商业联合会
陕西省工商业联合会，简称陕西省工商联，同时称陕西省总商会，是中国共产党领导的、陕西省工商界组成的统战性、经济性、民间性的人民团体和商会组织。